# Cornulum enteromorphoides
Cornulum enteromorphoides är en svampdjursart som beskrevs av Robert Fredric Fredrik Fristedt 1887. Cornulum enteromorphoides ingår i släktet Cornulum och familjen Acarnidae. Inga underarter finns listade i Catalogue of Life.